# Ampedus glycereus
Espèce
Ampedus glycereus est une espèce de taupins du genre Ampedus que l'on rencontre en Europe. Cette espèce a été décrite par Johann Friedrich Wilhelm Herbst en 1784.

## Synonymie
Selon BioLib (21 août 2014) :
- Ampedus elongatulus (Fabricius, 1787)